# Abraham Begeyn

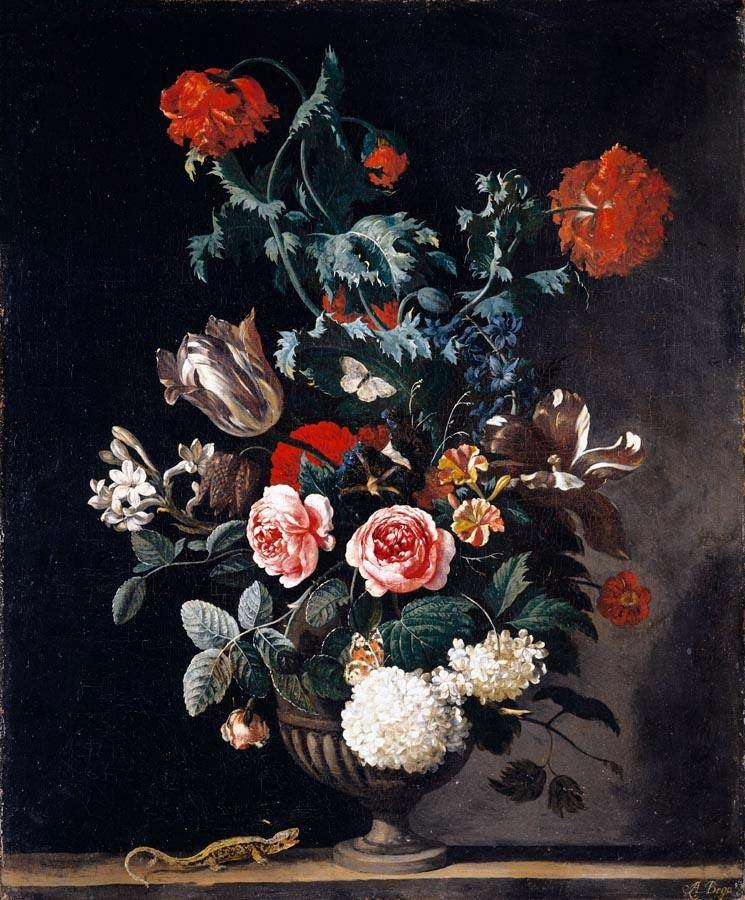
Kwiaty w kamiennym wazonie, 1670

Abraham Jansz. Begeyn (ur. ok. 1637 w Lejdzie, zm. 11 czerwca 1697 w Berlinie) – holenderski malarz pejzażysta i animalista, malujący w stylu Nicolaesa Pietersza Berchema.

## Życiorys
Najwcześniejsze znane dzieło Begeyna datowane jest na rok 1653. W roku 1655 został przyjęty do gildii św. Łukasza w Lejdzie. Po roku 1667 przeniósł się do Amsterdamu i Hagi, w 1673 przebywał w Londynie, ostatecznie osiadł 1688 w Berlinie, gdzie został nadwornym malarzem elektora Brandenburgii, późniejszego króla Fryderyka I Pruskiego. Oprócz pejzaży malował również martwe natury przedstawiające kwiaty, ptaki, motyle i jaszczurki.
W zbiorach Muzeum Narodowego w Warszawie znajduje się jego dwa obrazy, Martwa natura z ostem, grzybami, jaszczurką, ptaszkiem i motylami i Krajobraz pasterski.